# Tepuihyla edelcae
La rana tepuyana del Auyan-tepui or ranita de Turbera de Labio Blanco (Tepuihyla edelcae) es una especie de anfibios de la familia Hylidae.
Habita en Venezuela y posiblemente en Guayana.
Sus hábitats naturales incluyen zonas de arbustos tropicales o subtropicales a gran altitud, pantanos, marismas de agua dulce y corrientes intermitentes de agua.